# Átány
Átány (hongrois : Átány [ˈaːtaːɲ]) est une localité hongroise située dans le comitat de Heves.

## Site et localisation

### Topographie et hydrographie
Átány est située dans le sud du comitat de Heves, à 8 km à l'est-nord-est de Heves et à 19 km au sud-ouest de Füzesabony. La localité est bordée à l'est par le Hanyi-ér, au nord par le canal de Besenyő, et à l'ouest par le canal de Kázsmánd.
Elle est entourée par Tenk au nord, Besenyőtelek et Mezőtárkány au nord-est, Kömlő à l'est, Tarnaszentmiklós et Hevesvezekény au sud, ainsi que Heves au sud-ouest. Les localités les plus proches sont Tenk et Kömlő, situées à environ 7-8 km, et la ville de Heves, distante de 8 km.

### Aires faunistiques et floristiques
Une grande partie du territoire communal est intégrée à la zone protégée des prairies de Heves (Hevesi Füves Puszták Tájvédelmi Körzet), bénéficiant ainsi d'un statut de protection environnementale.

## Histoire
Des découvertes archéologiques attestent une occupation humaine du territoire avant même la conquête magyare. Cependant, la première mention écrite d'Átány remonte à 1407, sous le nom d'Athan.
Au XVe siècle, le village appartenait successivement aux familles Tarkői (1409) et Országh (1430). En 1548, il se soumit aux Ottomans, sous la domination desquels il resta jusqu'à sa libération en 1687. Dès le milieu du XVIe siècle, Átány devint une localité à majorité réformée.
Selon un registre fiscal de 1552, le village comptait 3 foyers imposables, chiffre qui passa à 25 en 1569, époque où il appartenait à Kristóf Országh. À la fin du XVIe siècle, Sigismond Rákóczi y prélevait la dîme pour Eger, tandis qu'en 1593, Tamás Széchy possédait 7 serfs dans la localité.
En 1635, Átány, considérée comme une nouvelle implantation, ne payait qu'un impôt symbolique d'1 forint. Lors du recensement de 1647, elle était répertoriée comme localité noble, habitée par plusieurs armalistes (nobles sans terre). En 1684, les familles Fáy, Lósy et Haller en étaient les principaux propriétaires.
À la fin du XVIIe siècle, le village était partagé entre l'épouse de György Fáy (2/3) et le colonel Glöcksberg (1/3). Au XVIIIe siècle, Átány passa entre les mains de plusieurs familles, dont les Nyáry (1741) et Bernáthfalvi Bernáth (1774).
Au début du XIXe siècle, les principaux propriétaires étaient les barons László et György Orczy, Gábor Döbrentey, les comtes Esterházy et Szapáry, ainsi que les familles Németh, Radics, Dobóczky et Freizeizen. Vers 1900, Pál Szathmáry-Király et Elemér Bárczay comptaient parmi les plus grands propriétaires fonciers.
En 1913, un remembrement agricole fut engagé et achevé en 1927. Jusqu'au début du XXe siècle, l'économie locale reposait principalement sur le tissage domestique.
Átány était intégrée au district de Heves dans le comitat de Heves. En 1910, le village comptait 2 814 habitants, dont 2 307 réformés, 490 catholiques romains et 17 juifs.
En 1959, Átány devint un village collectivisé avec l'instauration d'une coopérative agricole (termelőszövetkezet).

## Population

### Minorités culturelles et religieuses
En 2001, la population d'Átány était composée de 67 % de Hongrois et 33 % de Roms.
Lors du recensement de 2011, 91,7 % des habitants se déclaraient Magyars, tandis que 19 % s'identifiaient comme Roms (la somme dépassant 100 % en raison des identités multiples). En termes d'appartenance religieuse, 44,2 % étaient réformés, 11,6 % catholiques romains, et 30 % se déclaraient sans confession.
En 2022, la proportion de Hongrois atteignait 93,1 %, tandis que 29,4 % s'identifiaient également comme Roms. De petites minorités allemande, bulgare, slovaque et roumaine (0,1 % chacune) étaient également recensées.
Sur le plan religieux, 27 % des habitants étaient réformés, 6,4 % catholiques romains, tandis que 25,4 % se déclaraient sans confession et 37,3 % n'ont pas répondu.

## Équipements

### Réseaux extra-urbains
Átány est accessible principalement par la route nationale 31, qui relie Budapest à Füzesabony. Toutefois, cette route ne traverse pas directement le village, longeant uniquement sa limite nord-ouest. L'axe principal traversant le centre de la localité est la route secondaire 32113, qui assure la liaison avec Kömlő. La route 3212 touche également la limite nord-est du territoire communal.
La localité ne dispose pas de gare ferroviaire ; la connexion ferroviaire la plus proche se trouve à Heves, située à 7 km à l'ouest, sur la ligne Kál-Kápolna–Kisújszállás.

## Patrimoine local
Átány abrite plusieurs éléments patrimoniaux notables. La Maison Kakas (Kakas Ház) est un site muséographique servant d'espace d'exposition, permettant de découvrir l'histoire et la culture locale.
L'église réformée témoigne de l'évolution religieuse du village. À l'origine un édifice catholique romain, elle fut occupée par les réformés au milieu du XVIe siècle, à une époque où la majorité de la population adopta cette confession. Entre 1781 et 1783, elle fut agrandie, prenant sa forme actuelle. Aujourd'hui, elle est classée monument historique, préservant ainsi son architecture et son histoire.
La localité d'Átány est bien connue dans le domaine de l'ethnographie mondiale, en raison des recherches menées par Edit Fél et Tamás Hofer jusqu'à la fin des années 1970. Leur programme d'étude, devenu référent à l'international, a analysé de manière méthodique les structures sociales, le mode de vie et les traditions locales. Leur travail a couvert divers aspects du quotidien, des rythmes journaliers à l'habillement, en passant par le travail, les fêtes traditionnelles et les rites funéraires.
Les résultats de leurs recherches ont été publiés dans plusieurs ouvrages traduits en plusieurs langues et ont fait l'objet, en automne 2009, d'une exposition au Musée ethnographique de Budapest, intitulée « Un village dans le pays – Átány ».

## Personnalités liées à la localité
Átány est le village natal d'István Nyiry (1776–1838), naturaliste et mathématicien, reconnu pour ses contributions scientifiques. Il fut également membre de l'Académie hongroise des sciences, consolidant ainsi sa place parmi les intellectuels de son époque.